# Bertha Abrahamson
Bertha Abrahamson (23. maj 1864 - 17. september 1945) var en dansk filantrop.
Hun var datter af købmanden Arnold Abrahamson og Flora Henriette de Jongh og søster til Florence Abrahamson og Charlotte Mannheimer.
Bertha Abrahamson fulgte i sin moders fodspor filantropisk aktiv, med tiden blev hun velkendt i Københavns filantropi.